# Cserimajor
Cserimajor Kaposvár egyik nyugati városrésze. Tüskevár, Kecelhegy és Cser között helyezkedik el. Főként családi házakból áll. Keresztülfolyik rajta a Kapos folyó, amelynek árterülete, ezért egy része beépítetlen, mocsaras terület.

## Közlekedés
Határai, főbb útvonalai a Kanizsai út (610-es út), a Vásártéri út, a Cseri út és a Vak Bottyán utca.

### Tömegközlekedés
Cserimajort az alábbi helyi járatú buszok érintik:
| Járatszám | Útvonal |
| --------- | --- |
| 13        | Helyi autóbusz-állomás - Berzsenyi u. - Füredi u. csp. - Mátyás király u. - Kecelhegy - Cseri út - Helyi autóbusz-állomás                          |
| 31        | Helyi autóbusz-állomás - Berzsenyi u. felüljáró - Cseri út - Kecelhegy - Mátyás király u. - Füredi u. csp. - Berzsenyi u. - Helyi autóbusz-állomás |

## Szabadidő
A városrészben található egy lovasklub, és nincs messze a Városliget sem.